# إلسا إينارسون
إلسا إينارسون (بالسويدية: Elsa Einarsson)‏ هي متزلجة سويدية، ولدت في 27 يوليو 1941 في Strömsund Municipality ‏ في السويد.

## وصلات خارجية
- إلسا إينارسون على موقع SpeedSkatingBase.eu (الإنجليزية)
- إلسا إينارسون على موقع SpeedSkatingNews.info (الإنجليزية)
- إلسا إينارسون على موقع SpeedSkatingStats.com (الإنجليزية)
- إلسا إينارسون على موقع أوليمبيديا (الإنجليزية)
- إلسا إينارسون على موقع اللجنة الأولمبية السويدية (السويدية)